# Макдафф, Кеннет
Кеннет Ален Макдафф — американский преступник, совершивший серию убийств в 1966, и 1991 — 1992 годах.

## Биография

### Ранняя жизнь
Кеннет Ален Макдафф родился 21 марта 1946 года в городке Росербут (штат Техас, США) в многодетной семье Джона и Эддит Макдаффов. Был пятым из шести детей. Его отец владел строительной фирмой, а мать была домохозяйкой. Родители баловали своих детей, Кеннет был их любимчиком и будущему убийце практически ни в чем не отказывали. В школе Кеннет учился плохо, и имел репутацию проблемного подростка, часто избивал более слабых одноклассников и учеников младших классов. Однажды, в старших классах, более сильный ученик избил Макдаффа на глазах у всей школы, в результате чего будущий убийца потерял весь свой авторитет и бросил учебу, так и не получив аттестата.
После этого не имевший законченного образования Макдафф был вынужден устроиться разнорабочим в фирму своего отца, а также подрабатывать стрижкой газонов у местных жителей. Вскоре после своего 18-летия Кеннет Макдафф был обвинен в совершении серии из 12 краж в домах жителей, где он подстригал газон. В том же 1964 году суд приговорил его к 4 годам лишения свободы, однако за хорошее поведение он был выпущен уже в декабре 1965 года. Однако всего через несколько дней после освобождения Макдафф вновь ввязался в драку и отбыл в тюрьме еще несколько дней.

## Убийства в 1966
6 августа 1966 года 20-летний Кеннет Макдафф вместе с 19-летним Роем Дейлом Грином заливали бетон на одном из строительных объектов, курируемых фирмой Джона Макдаффа. После завершения работы Макдафф и Гринн, на машине первого решили «прокатиться» по округу, так как по словам Гринна, Макдафф сказал ему, что хочет познакомиться с какой-нибудь девушкой. Около 22:00, на бейсбольной площадке в Эвермане Макдафф и Гринн заметили троих молодых людей: 18-летнего Роберта Брэнда, его подругу, 16-летнюю Эдну Луизу Салливан, и 16-летнего Марка Данмэна, кузена Брэнда. Остановившись в нескольких десятках метров от них, оба вышли из машины. Внезапно Макдафф, по словам Грина, выхватил револьвер 38 калибра и под его угрозой заставил всех троих подростков забраться в багажник их автомобиля. После чего преступники отвезли подростков за город в поле, где Макдафф выпустил 16-летнюю Эдну Салливан из багажника, а обоих парней застрелил. Гринн помог скрыть следы преступления. После чего преступники возили в своем автомобиле Эдну несколько часов, по очереди насилуя ее, в конце концов Макдафф задушил девушку и выбросил ее тело в придорожных кустах за городом.
На следующий день преступники избавились от оружия, а Макдафф полностью помыл машину, однако у Гринна не выдержали нервы, так как один из убитых был братом его знакомого, и тогда Рой Грин рассказал обо всем родителям убитого парня, которые и убедили его сдаться полиции. Уже вечером 7 августа 1966 года Рой Дейл Грин и Кеннет Макдафф были арестованы по подозрению в совершении тройного убийства.

### Суд и освобождение
Состоявшийся в том же году суд признал Кеннета Макдаффа виновным в совершении трех убийств и приговорил его к смертной казни на электрическом стуле, Рой Дейл Гринн был признан виновным в соучастии и приговорен к 25 годам лишения свободы. Позже приговор Макдаффу был смягчен и заменен пожизненным заключением. Гринн был освобожден условно-досрочно в 1977 году. Вскоре после этого отец Макдаффа нанял ему хорошего адвоката, чтобы доказать невиновность своего сына. 
В результате Макдафф стал писать многочисленные прошения о досрочном освобождении и доказывать, что убийства совершил Гринн, а Макдафф был лишь соучастником. Наконец, благодаря усилиям адвоката виновность Макдаффа в совершении самих убийств была поставлена под сомнение и, проведя в заключении 23 года, отчасти из-за переполненности техасских тюрем Кеннет Макдафф был досрочно освобожден 11 октября 1989 года.

## Серия убийств и второй арест
Выйдя на свободу, Кеннет Макдафф устроился работать на автозаправку и подал документы в Техасский государственный технический колледж в Уэйко, на отделение для лиц, не окончивших школу. Однако всего через несколько недель Макдафф был возвращен в исправительное учреждение за угрозу убийством местному жителю в Росбуде. Тем не менее уже 18 декабря 1990 года Кеннет Макдафф при посредничестве своей матери, нанявшей ему квалифицированных адвокатов, вновь вышел на свободу. 
Предполагается, что уже через три дня  после освобождения жертвой Макдаффа стала 31-летняя Сарафия Паркер. Позже жертвами Кеннета стали проститутки Бренда Томпсон и 17-летняя Реджиния Ди Энн Мур. В 1991 году Макдафф убил Коллин Рид, похитив её в присутствии нескольких свидетелей. Он переехал в Канзас-Сити и устроился мусорщиком под именем Ричард Фаулер, но был опознан и арестован. Всего преступник подозревался в убийстве 14 человек. Макдафф был осуждён на смертную казнь, и 17 ноября 1998 года приговор был приведён в исполнение.